# Sabayon Linux
Sabayon Linux (раніше відомий як RR4 і RR64) — дистрибутив на ядрі Linux, заснований на мета-дистрибутив Gentoo і повністю з ним сумісний.
Дистрибутив був створений італійським розробником Fabio Erculiani і командою розробників Sabayon.

## Історія створення
Своє ім'я дистрибутиву Sabayon отримав за назвою традиційного італійського десерту, збитого з яєчного жовтка, цукру і вина.

## Ядро
Sabayon Linux відрізняється від Gentoo тим, що замість установки всієї системи з вихідних кодів, початкова установка проводиться за допомогою пакетів, які лежать вже у зібраному вигляді і поставляються разом з вихідними кодами. Починаючи з версії 14.12 Sabayon Linux підтримує тільки платформу x86_64.
Sabayon Linux використовує систему управління пакетами Entropy. Ця система надає управління бінарними пакетами, створених з нестабільного дерева Gentoo Linux, складеного з використанням системи Portage, в результаті чого упаковуються в архів пакетів. Клієнти використовують Entropy, викачують архіви і виконують перед-/пост- компіляцію через виклик ebuild для створення, встановлення та налаштування пакету правильно. Це означає, що система на 100 % сумісна із бінарною системою Gentoo з використанням тих же налаштувань конфігурації. Sabayon використовує ті ж основні компоненти, як і Gentoo, в тому числі OpenRC і baselayout2. Всі інструменти конфігурування Gentoo, як, наприклад, etc-update і eselect є повністю функціональними. Крім того, Sabayon включає в себе і свої власні інструменти конфігурації для автоматичної настройки різних компонентів системи, таких як OpenGL.
Крім того Sabayon можна використовувати із системою Portage від Gentoo для управління пакетами, а це означає, що всі оновлення і бази характеристик синхронізуються з нестійким деревом портежей Gentoo і оверлеєм в Sabayon. Тим не менш «оновлення світу» не вітаються для початківців і новачків, так як структура трохи відрізняється і робота з нестабільною гілкою може викликати труднощі у нових користувачів. На офіційному сайті командою розробників Sabayon створено керівництво з докладним описом того, як робити глобальні оновлення і перекомпіляцію всіх пакетів.

## Особливості
- Має власну систему управління пакетами Entropy, повністю сумісну з класичною Portage.

## Релізи
| Версія               | Дата виходу   | Архітектури                         | Детальніше |
| -------------------- | ------------- | ----------------------------------- | --- |
| Sabayon Linux 4.0-r1 | грудень 2008  | x86 / x86_64                        | - |
| Sabayon Linux 4.0    | грудень 2008  | x86 / x86_64                        | KDE 3.5.10 |
| Sabayon Linux 4.0    | січень 2009   | x86 / x86_64                        | "LiteMCE" |
| Sabayon Linux 4.1    | квітень 2009  | x86 / x86_64                        | KDE 4.2, GNOME 2.24 |
| Sabayon Linux 4.2    | червень 2009  | x86 / x86_64                        | KDE 4.2.4, GNOME 2.24 |
| Sabayon Linux 5.0    | жовтень 2009  | x86 / x86_64                        | KDE 4.3.1, GNOME 2.26 |
| Sabayon Linux 5.1-r1 | грудень 2009  | x86 / x86_64                        | - |
| Sabayon Linux 5.2    | березень 2010 | x86 / x86_64                        | KDE 4.4.1, GNOME 2.28 |
| Sabayon Linux 5.3    | червень 2010  | x86 / x86_64                        | KDE 4.4.3, GNOME 2.28 (можливість обновитися до версії GNOME 2.30) |
| Sabayon Linux 5.4    | вересень 2010 | x86 / x86_64                        | KDE 4.4.3, GNOME 2.30.2 |
| Sabayon Linux 5.5    | січень 2011   | x86 / x86_64                        | KDE 4.5.5, GNOME 2.32, (KDE можна обновити до 4.6, а користувачі GNOME можуть активувати шелл від GNOME 3.0)                                                                                             |
| Sabayon Linux 6.0    | червень 2011  | x86 / x86_64                        | - |
| Sabayon Linux 7.0    | жовтень 2011  | x86 / x86_64                        | KDE 4.7, GNOME 3.2 |
| Sabayon Linux 8.0    | лютий 2012    | x86 / x86_64                        | KDE 4.7.4, GNOME 3.2.2, Xfce 4.8 |
| Sabayon Linux 9.0    | червень 2012  | x86 / x86_64                        | Linux 3.4, GNOME 3.2.3, KDE 4.8.3, Xfce 4.10, LibreOffice 3.5.3 |
| Sabayon Linux 10.0   | вересень 2012 | x86 / x86_64                        | Linux 3.5, GNOME 3.4.2, KDE 4.9, Xfce 4.10, MATE 1.4, LibreOffice 3.6 |
| Sabayon Linux 11     | лютий 2013    | x86 / x86_64                        | Linux 3.7.4, GNOME 3.6.2, KDE 4.9.5, Xfce 4.10, MATE 1.4, LibreOffice 3.6.3.2 |
| Sabayon Linux 13.04  | квітень 2013  | x86 / x86_64                        | Linux 3.8.8 (з можливістю оновлення до 3.9), GNOME 3.6.3, KDE 4.10.2, Xfce 4.10, MATE 1.6, LibreOffice 4.0, підтримка UEFI (із SecureBoot) і експериментальна підтимка systemd                           |
| Sabayon Linux 13.08  | серпень 2013  | x86 / x86_64                        | Linux 3.10.4 (із підтримкою файлових систем ZFS и Reiser4, планувальниками BFS і BFQ), GNOME 3.8.4, KDE 4.10.5, Xfce 4.10, MATE 1.6.2, LibreOffice 4.1, перехід на використання systemd за замовчуванням |
| Sabayon Linux 14.01  | грудень 2013  | x86 / x86_64                        | Linux 3.12.5 (із підтримкою файлових систем ZFS и Reiser4, планувальниками BFS и BFQ), GNOME 3.10.3, KDE 4.11.4, Xfce 4.10, LibreOffice 4.1.3, інсталяція клієнта Steam за замовчуванням                 |
| Sabayon Linux 16.11  | листопад 2016 | x86 / x86_64/Odroid X2/U2/U3/C2 ARM | Linux 4.8.4, GNOME 3.20.3, KDE 4.14.4, Xfce 4.12.3, Mate 1.12.1, Fluxbox 1.3.7-r3, LibreOffice 5.1.4 |

- Група розробників Sabayon випускають дистрибутиви Sabayon SpinBase, раніше відомий як Sabayon CoreCd, і Sabayon CoreCdX, які орієнтовані на досвідчених користувачів. Використання CoreCdX дає можливість встановити мінімальну операційну систему за кількістю включених в неї пакетів. Основні графічні середовища вже включені (X.Org і Fluxbox), тим не менш пропрієтарні драйвери від ATI і Nvidia не були включені у версію CoreCdX.
- З появою фірмового інструменту dev-util/molecule стало можливим зібрати свій ISO образ, завдяки якому з'явилися щоденні збірки Sabayon Daily, які практично нічим не відрізняються від релізних збірок, крім наявності свіжих оновлень і усунення помилок. Так само Daily можна встановити і з комфортом користуватися. Дистрибутив орієнтований в основному на тестування.